# 清苑区
清苑区（せいえん-く）は中華人民共和国河北省保定市に位置する市轄区。

## 歴史
南北朝時代の477年（太和元年）、北魏により設置された。北斉により廃止されたが、598年（開皇18年）、隋朝により再び設置された。981年（太平興国6年）、宋朝は保塞県と改称されたが、1176年（大定16年）、金朝により再び清苑県と改称された。元代には保定路の路治、明清代は保定府の府治とされた。
1958年に廃止され管轄区域は保定市に編入されたが、1960年に再び設置され、2015年4月28日から市轄区に昇格。

## 行政区画
- 鎮:清苑鎮、冉荘鎮、陽城鎮、魏村鎮、温仁鎮、張登鎮、大荘鎮、臧村鎮、望亭鎮、東閭鎮、白団鎮、石橋鎮、何橋鎮
- 郷:北店郷、李荘郷、北王力郷、孫村郷、閻荘郷